# شو تای
شو تای آخرین پادشاه پادشاهی ریوکیو بود.